# 765 (číslo)
Sedm set šedesát pět je přirozené číslo. Následuje po čísle sedm set šedesát čtyři a předchází číslu sedm set šedesát šest. Římskými číslicemi se zapisuje DCCLXV a řeckými číslicemi ψξε.

## Matematika
765 je:
- Deficientní číslo
- Složené číslo
- Nešťastné číslo

## Astronomie
- (765) Mattiaca je planetka hlavního pásu, kterou objevil v roce 1913 Franz Kaiser

## Roky
- 765
- 765 př. n. l.